# Carl Troll
Pour les articles homonymes, voir Troll (homonymie).
Carl Troll, né le 24 décembre 1899 à Gabersee (royaume de Bavière) et mort le 21 juillet 1975 à Bonn, est un universitaire allemand, enseignant et chercheur, botaniste et géographe (phytogéographe) réputé.
Il est connu pour avoir été l'un des grands géographes allemands de la période de l'Entre-deux-guerres et de l'après Seconde Guerre mondiale. C'est – comme Alexander von Humboldt qui l'a sans doute beaucoup influencé – un naturaliste-voyageur. Il semble avoir été le premier des pionniers de l'écologie du paysage en Europe et est à l'origine d'une classification des climats.
Il est le frère du botaniste Wilhelm Troll (de).

## Biographie
De 1919 à 1922, Troll étudie les sciences (biologie, chimie, géologie, géographie et physique) à l'université de Munich. En 1921, il obtient son doctorat de botanique, avant de décrocher en 1925 une habilitation en géographie. De 1922 à 1927, il travaille comme assistant à l'Institut de géographie de Munich (Institut für Länderkunde).
Troll se passionne pour la géographie et la géomorphologie des milieux montagneux périglaciaire et de manière générale pour l'étude de l'écologie de haute altitude. Pour cela, il voyage beaucoup : de 1926 à 1929, il étudie divers types de milieux andins en Amérique du Sud, là où l'agriculture s'est développée en haute-altitude, avec d'importantes concentrations humaines, notamment autour du Lac Titicaca. Il visite le nord du Chili, la Bolivie, le Pérou, l'Équateur, la Colombie et le Panama. En 1933 et 1934, ses recherches le conduisent cette fois en Afrique du Sud. En 1937, il étudie la phytogéographie de régions d'Éthiopie et, en 1954, il retourne en Amérique pour étudier le Mexique.
En 1930, il est nommé professeur de géographie coloniale et de géographie de l'outre-mer à Berlin. En 1937, il prend part à l'expédition allemande au Nanga Parbat, dans l'Himalaya. En 1938, il est professeur de géographie à Bonn où il dirige l'institut de géographie durant 25 ans.

## Responsabilités honorifiques
- Troll a reçu divers prix et médailles.

Il a notamment présidé l'Union géographique internationale durant 4 ans (de 1960 à 1964)
- 1965 : il est nommé professeur émérite de l'université de Bonn
- 1968 : il est nommé président de l'UGI commission on high-altitude geoecology

## Troll et l'écologie
La pensée de Troll a sans doute été marquée par l'utilisation qu'il faisait de la photographie aérienne pour ses recherches, notamment pour l'étude des interactions entre végétation et environnement, à l'échelle des paysages. Il aurait le premier inventé le terme écologie du paysage (Landschaftsökologie, en 1939). Il a développé une terminologie adaptée à ses recherches, surtout centrées sur l'écologie des montagnes et haute-montagne d'Asie, d'Afrique et d'Amérique du Sud, ainsi qu'autour de sa ville natale en Europe.
Il a notamment travaillé sur l'impact les relations entre saisons, sols, microclimats et les écozonations fonction de l'altitude, et sur les adaptations physiologiques des plantes et communautés de plantes. Il a produit une classification à trois dimensions climatiques des données hydrologiques, biologiques et économiques.

## Son œuvre écrite
Troll fuit l'Allemagne nazie et s'installe à Zurich (Suisse) durant la Seconde Guerre mondiale. En 1947, il crée – à ses frais – une revue de géographie : Erdkunde, publiant des articles de haut niveau. La revue existe toujours. Il fondera ensuite d'autres titres, et laissera plusieurs études monographiques, et des centaines d'articles et écrits plus courts.